# 三徳 (スーパーマーケット)
株式会社三徳（さんとく）は、東京都新宿区に本部があるスーパーマーケットである。
関連会社として、シジシージャパン（CGC）があり、これは三徳の貿易部が独立したもので、中堅スーパーが大手スーパーに対抗してプライベートブランド（PB）を作るために設立された共同機構である。
三徳は、高級食材を中心に扱う一方、自前でベーカリーやシェフワールドといった自社の惣菜製造工場を持つなど商品の品揃えに特徴がある。また、CGCの廉価な商品も扱う。

## 店舗
主に、新宿区・文京区・板橋区・町田市・四街道市・横浜市などに店舗を持ち、2022年6月現在の店舗数は33である。本店は「新宿本店」（東京都新宿区新宿7-26-38）である。